# Gastrancistrus
Gastrancistrus är ett släkte av steklar som beskrevs av John Obadiah Westwood 1833. Gastrancistrus ingår i familjen puppglanssteklar.

## Dottertaxa tillGastrancistrus, i alfabetisk ordning[1][2]
- Gastrancistrus abnormicolor
- Gastrancistrus acontes
- Gastrancistrus acutus
- Gastrancistrus aeneicornis
- Gastrancistrus aequus
- Gastrancistrus affinis
- Gastrancistrus agarwali
- Gastrancistrus albicornis
- Gastrancistrus albipes
- Gastrancistrus alectus
- Gastrancistrus amabilis
- Gastrancistrus amaboeus
- Gastrancistrus americana
- Gastrancistrus americensis
- Gastrancistrus aphidis
- Gastrancistrus aphidum
- Gastrancistrus arboris
- Gastrancistrus ater
- Gastrancistrus atropurpureus
- Gastrancistrus aureipes
- Gastrancistrus autumnalis
- Gastrancistrus bengalicus
- Gastrancistrus biguttatipennis
- Gastrancistrus bremiolovorus
- Gastrancistrus brevicauda
- Gastrancistrus citripes
- Gastrancistrus clavatus
- Gastrancistrus clavellatus
- Gastrancistrus clavicornis
- Gastrancistrus coactus
- Gastrancistrus compressus
- Gastrancistrus coniferae
- Gastrancistrus consors
- Gastrancistrus coxalis
- Gastrancistrus crassus
- Gastrancistrus cupreus
- Gastrancistrus dehradunensis
- Gastrancistrus discoloripes
- Gastrancistrus dispar
- Gastrancistrus ephedrae
- Gastrancistrus epulo
- Gastrancistrus flavicornis
- Gastrancistrus flavipes
- Gastrancistrus flora
- Gastrancistrus floriola
- Gastrancistrus fulginas
- Gastrancistrus fulvicornis
- Gastrancistrus fulvicoxis
- Gastrancistrus fulviventris
- Gastrancistrus fumipennis
- Gastrancistrus fuscicornis
- Gastrancistrus galii
- Gastrancistrus gargantua
- Gastrancistrus giraulti
- Gastrancistrus glabellus
- Gastrancistrus hamillus
- Gastrancistrus hemigaster
- Gastrancistrus herbicola
- Gastrancistrus hillmeadia
- Gastrancistrus hirtulus
- Gastrancistrus indivisus
- Gastrancistrus karatavicus
- Gastrancistrus keatsi
- Gastrancistrus laticeps
- Gastrancistrus laticornis
- Gastrancistrus latifrons
- Gastrancistrus lativentris
- Gastrancistrus longigena
- Gastrancistrus longiventris
- Gastrancistrus marylandensis
- Gastrancistrus menaetes
- Gastrancistrus metallicus
- Gastrancistrus muneswari
- Gastrancistrus nigriclavus
- Gastrancistrus oblongus
- Gastrancistrus obscurellus
- Gastrancistrus oporinus
- Gastrancistrus ornatus
- Gastrancistrus oxytropicola
- Gastrancistrus picipes
- Gastrancistrus piricola
- Gastrancistrus platensis
- Gastrancistrus plectroniae
- Gastrancistrus polles
- Gastrancistrus poloni
- Gastrancistrus praecox
- Gastrancistrus psapho
- Gastrancistrus punctatiscutum
- Gastrancistrus puncticollis
- Gastrancistrus pusztensis
- Gastrancistrus quadridentatus
- Gastrancistrus robertsoni
- Gastrancistrus robinaecola
- Gastrancistrus rosularum
- Gastrancistrus rumicis
- Gastrancistrus salicis
- Gastrancistrus sambus
- Gastrancistrus silenes
- Gastrancistrus solitarius
- Gastrancistrus sugonjaevi
- Gastrancistrus tenebricosus
- Gastrancistrus tenuicornis
- Gastrancistrus terebrator
- Gastrancistrus terminalis
- Gastrancistrus torymiformis
- Gastrancistrus transilensis
- Gastrancistrus triandrae
- Gastrancistrus undulatus
- Gastrancistrus unfasciatus
- Gastrancistrus ungutta
- Gastrancistrus unicolor
- Gastrancistrus unimacula
- Gastrancistrus vagans
- Gastrancistrus venustus
- Gastrancistrus vernalis
- Gastrancistrus viridis
- Gastrancistrus vulgaris
- Gastrancistrus xanthogaster
- Gastrancistrus xylophagorum